# روبن زيمارمان
روبن زيمارمان (بالألمانية: Ruben Zimmermann)‏ هو عالم عقيدة ألماني، ولد في 10 مايو 1968 في Nußloch ‏ في ألمانيا.